# Tommaso Piroli

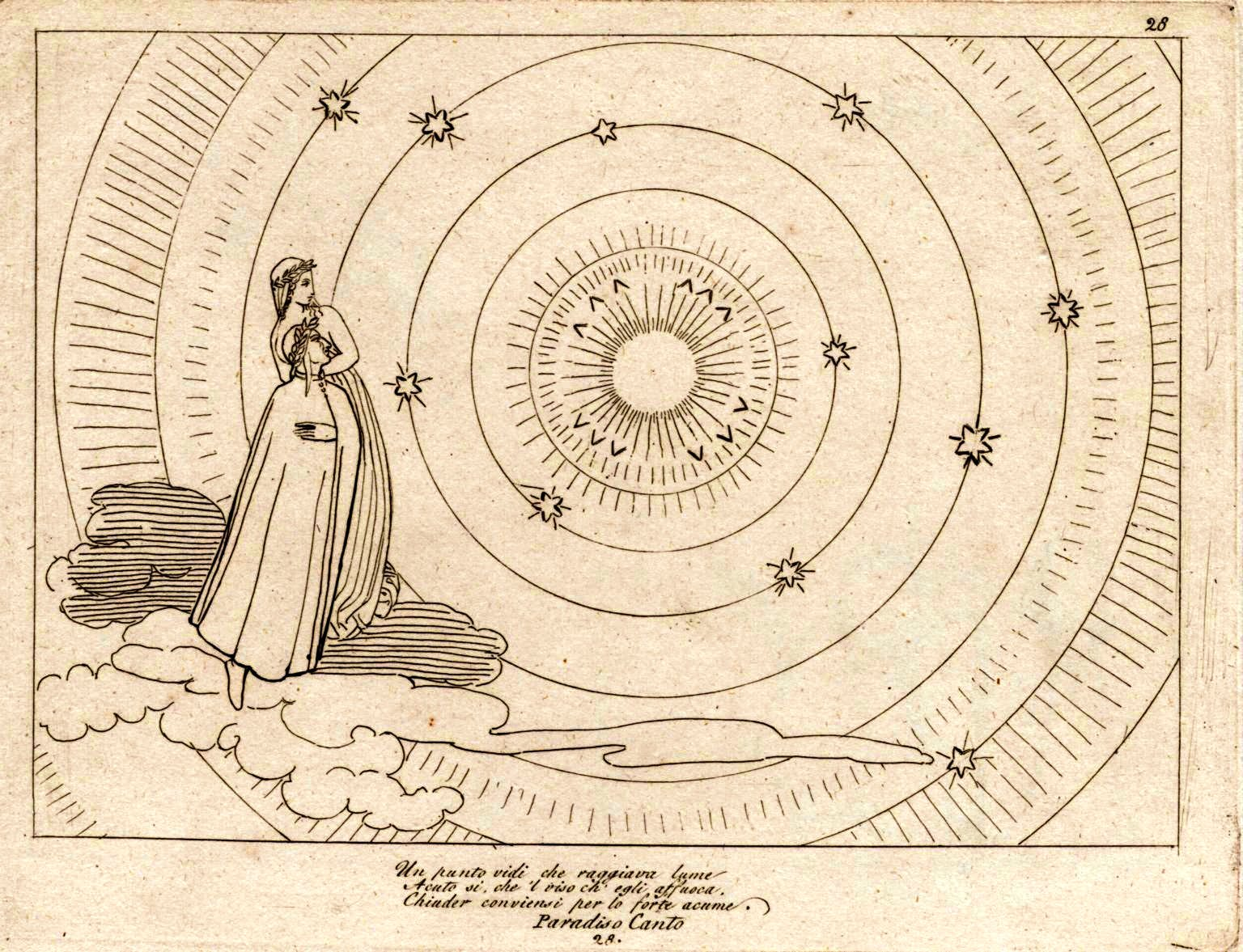
Tommaso Piroli, Un punto vidi che raggiava (Dante, Paradiso, canto 28)

Tommaso Piroli (Roma, 1752 – Roma, 1824) è stato un incisore e editore italiano.

## Biografia
Artista versatile, si è formato come disegnatore nella bottega romana di suo padre, argentiere. Ha coltivato anche le tecniche della scultura in creta e, durante una permanenza a Firenze, si è impratichito nella incisione su rame che è diventata la sua occupazione prevalente. La prima sua incisione conosciuta è nella  Raccolta di alcuni disegni del Barbieri da Cento detto il Guercino (Roma, Giovanni Generoso Salomoni, 1764). Si conosce una sua vignetta, di poco posteriore, in Pensieri sopra l'agricoltura di Ferdinando Paoletti (Firenze, Gio. Batista Stecchi, e Anton-Giuseppe Pagani, 1769).
Divenne amico di Giovanni Battista Piranesi e coltivò un rapporto fraterno anche con il figlio Francesco. Nel 1783 ha inciso a bulino Veduta della Piazza di S. Pietro in Vaticano. Durante la Repubblica Romana ha inciso due immagini di feste patriottiche: Macchiana eretta nel Foro per la festa della Rigenerazione (1799) e La patria riconoscente: sarcofago eretto in memoria de' Patriotti morti in difesa della Repubblica (27 piovoso an. VII).
Ha lavorato anche a Parigi, con i fratelli Piranesi. La visita a Pompei e a Ercolano gli fruttò l'opera le Antiquités d'Herculanum, ricca di sue incisioni, edita a Parigi dai fratelli Piranesi e composta da sei volumi: 1, 2 e 3 : Dipinti, 4 e 5: Bronzi, 6: Lampade e calendelabri. Alla attività principale di incisore aggiunse quella di libraio e di editore.
Ha inciso il ritratto di Emma Hamilton, tratto da un dipinto Friedrich Rehberg, (1794) e il ritratto di Angelica Kauffmann.
Un numero notevole di sue incisioni si trovano nella collezione del British Museum e al Museo nazionale di Stoccolma.

### Incisioni in libri e serie di incisioni
- Conghiettura sopra l'aggruppamento de' colossi di Monte Cavallo ad un intelligente erudito amatore di belle arti
- (FR) Collection des peintures à fresque des grands maîtres, et particulièrement de Raphaël et de ses élèves[3]
- Giovanni Lodovico Bianconi, Elogio storico del cavaliere Antonio Raffaele Mengs. Con un catalogo delle opere da esso fatte[4]
- (EN) Compositions from the tragedies of Aeschilus designed by John Flaxman engraved by Thomas Piroli the original drawings in the possession of ths countess Dowager Spencer, 1793
- (FR) Iliade d'Homère gravée par Thomas Piroli d'apres les desseins composés par Jean Flaxman sculpteur a Rome, 1793
- (FR) Odysée d'Homere gravée par Thomas Piroli d'apres les desseins composés par John Flaxman sculpteur à Rome, 1793
- Bassorilievi di Antonio Canova / Vincenzo Camoccini delineò; Tomasso Piroli incise[5]
- Felice Giorgi, Descrizione istorica del teatro di Tor di Nona di Felice Giorgi architetto camerale dedicata a sua eccellenza il signor d. Pietro Gabrielli patrizio romano[6]
- (EN) Twelve stories of the life of Christ engraved by Thomas Piroli from the designs of William Young Ottley, Roma, 1796
- Gli Edificj antichi di Roma, ricercati nelle loro piante, e restituiti alla pristina magnificenza secondo Palladio, Desgodetz, ed altri più recenti, con l'aggiunta di qualche moderna fabbrica ad uso degli artisti, e de' viaggiatori [...] divisi in 82 tavole, 1801.
- Raccolta di studi come elementi del disegno tratti dall'antico da Raffaello e Michelangelo con aggiunta di alcune tavole anatomiche / il tutto pubblicato ed inciso in 40 rami da Tommaso Piroli[7]
- La Divina Comedia di Dante Alighieri: cioè l'Inferno, Il Purgatorio ed il Paradiso / composto da Giovanni Flaxman, scultore inglese ed inciso da Tommaso Piroli[8]
- (FR) Antiquités d'Herculanum / gravées par Th. Piroli[9]
- (FR) Les monumens antiques du Musée Napoléon: Dessinés et gravés par Thomas Piroli avec une explication par J. G. Schweighaeuser[10]
- Lettera di Filippo Aurelio Visconti socio dell'Accademia Volsca Veliterna al signor conte Alethy sopra un medaglione inedito di Faustina seniore[11]
- (FR) Peintures de la Ville Altoviti, a Rome / inventées par Michelange; peintes par Giorgio Vasari et gravées par Thomas Piroli; faisant partie de la Calcographie Piranesi[12]
- Li bassirilievi antichi di Roma incisi da Tommaso Piroli colle illustrazioni di Giorgio Zoega, publicati in Roma da Pietro Piranesi, 1808
- (FR) Le jugement universel, peint par Michel-Ange Bonaroti dans la Chapelle Sixtine à Rome divisé en dix sept planches, gravées au trait par Thomas Piroli[13]

### Altre incisioni singole
- (LA) Antonius Canova da Possanio venetus sculptor veterum aemulator annos natus 38 Antonius Estes venetus fecit Romae 1795 idemque amici popularibus dono dedit[14]
- Osservazioni archeologiche di G. A. Riccy sopra un antico mausoleo consolare incavato nel Monte Albano presso il convento di Palazzola[15]

### Attività di editore
- (FR) Les Argonautes selon Pindare, Orphée et Apollonius de Rhodes: en vingt-quatre planches inventées et dessinées par Asmus Jacques Carstens et graveées par Joseph Koch[16]